# 이홍도
이홍도(1992년 ~ )는 대한민국의 극작가이다.

## 약력
1992년 출생. 중심과 주변, 주류와 비주류, 진짜와 가짜 등의 키워드로 텍스트 중심 연극을 작업해왔다.
〈컬럼비아대 기숙사 베란다에서 뛰어내린 동양인 임산부와 현장에서 도주한 동양인 남성에 대한 뉴욕타임즈의 지나치게 짧은 보도기사〉로 본격적인 활동을 시작하였으며 〈미국연극/서울합창〉, 〈이홍도 자서전(나의 극작 인생)〉, 〈2032 엔젤스 인 아메리카〉, 〈아직 연극이 있던 시절에 대한 소문들 또는 변신 이후의 극장〉 등을 썼다.
2018 서울국제공연예술제(SPAF) 젊은 비평가상 가작(공동 수상), 2020 한국일보 신춘문예 희곡 당선.

## 저서

### 희곡집
- 《이홍도 자서전(나의 극작 인생)》(도서출판 이음, 2022)